# Asteroceras
Asteroceras (лат.) — род аммонитов из семейства Asteroceratidae, обитавших в раннем юрском периоде, около 196,5—190,8 млн лет назад. Являлись быстроплавающими нектонными хищниками. Ископаемые остатки обнаружены в Австрии, Канаде, США, Великобритании, Чили, Китае, Франции, Германии, Венгрии, Мексике, Марокко, Португалии, Украине и Турции, всего более чем в 80 локациях.

## Виды
По данным Paleobiology Database на февраль 2024 году в состав рода включают следующие виды:
- †Asteroceras acceleratum Hyatt, 1889
- †Asteroceras blakei Spath, 1925
- †Asteroceras confusum Spath, 1925
- †Asteroceras dommerguesi Zaitsev, 2023
- †Asteroceras margarita Parona, 1896
- †Asteroceras margaritoides Spath, 1925
- †Asteroceras retusum Reynes, 1900
- †Asteroceras reynesi Fucini, 1903
- †Asteroceras saltriensis Parona, 1896
- †Asteroceras smithi Sowerby, 1814
- †Asteroceras stellare Sowerby, 1815
- †Asteroceras suevicum Quenstedt, 1884